# Калифорнийская раздувающаяся акула
Калифорнийская раздувающаяся акула, или калифорнийская кошачьеголовая акула, или чилийская кошачьеголовая акула (лат. Cephaloscyllium ventriosum) — малоизученный редкий вид рода головастых акул, семейство кошачьих акул (Scyliorhinidae). Обитает в субтропических водах восточной части Тихого океана. Максимальный размер 100 см. Окрасом напоминает калифорнийскую тройнозубую акулу. Ведёт ночной образ жизни. Размножается, откладывая яйца. Способен накачивать воду в желудок и раздуваться, подобно прочим головастым акулам. Рацион состоит из ракообразных, головоногих и небольших рыб.

## Таксономия
Первоначально калифорнийская раздувающаяся акула была описана в 1880 году, как Scyllium ventriosum, однако, позднее её причислили к роду Cephaloscyllium. Видовой эпитет лат. ventriosum  означает «пузатый» и отражает способность этой акулы раздуваться.

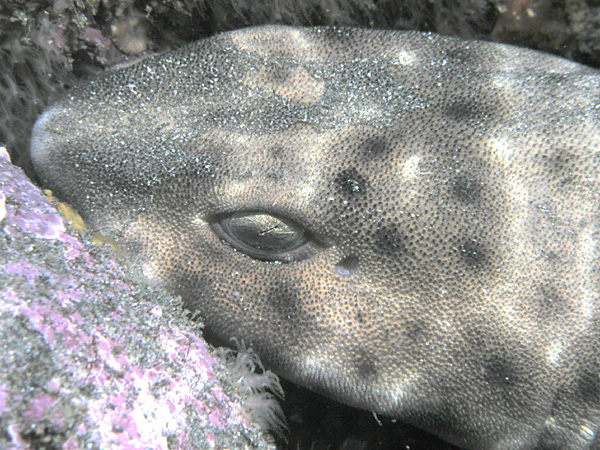

## Ареал
Калифорнийские раздувающиеся акулы обитают в восточной части Тихого океана, у побережья Калифорнии в Калифорнийском заливе и у южной оконечности Мексики, между 40°с.ш.— 37°ю.ш. и 126°з.ш.—71°з.ш. Эти акулы отдыхают на континентальном шельфе, а в тропических водах встречаются от 5 м от поверхности воды до глубины 457 м. Они предпочитают держаться на дне, покрытом водорослями. У берегов Калифорнии они разделяют ареал с калифорнийской бычьей акулой (Heterodontus francisci), но в отличие от последней, гораздо терпимее относятся к температуре воды ниже 20°.

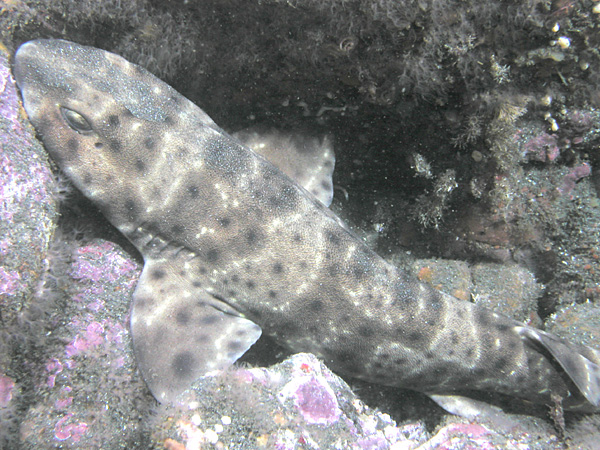

## Описание
Максимальная длина 110 см. Первый спинной плавник скруглён и расположен над брюшными плавникам. Основание второго спинного плавника находится напротив анальных плавников. Плавники светло-коричневого цвета с тёмными отметинами. Тело испещрено тёмными точками. Как правило, молодые особи светлее взрослых. Окрасом этот вид напоминает калифорнийскую тройнозубую акулу. У калифорнийских раздувающихся акул очень маленькие и
узкие жаберные щели. У них крупные глаза золотистого цвета. Во рту по 55—60 крошечных зубов на каждой челюсти.

## Биология
Подобно прочим головастым акулам калифорнийские раздувающиеся акулы способны накачиваться водой и раздуваться в случае опасности; таким способом они расклиниваются в щелях, не позволяя себя схватить, и даже отпугивают хищника. Для этого они изгибают тело в виде буквы U, хватают пастью свой хвост и засасывают воду через рот в желудок. Если их вытаскивают из воды, они заглатывают воздух, а сдуваясь, издают звуки, напоминающие собачий лай.

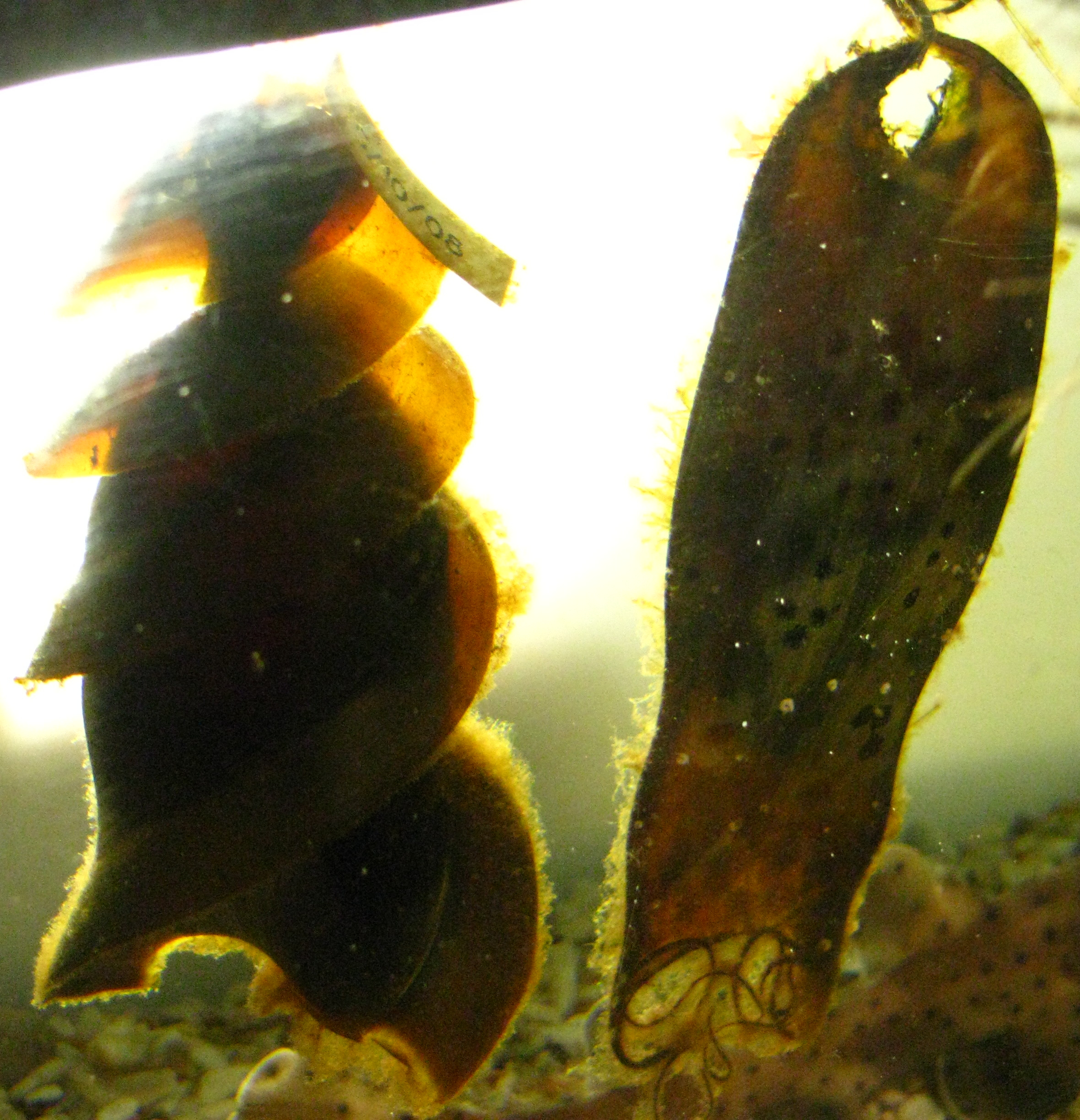
Капсула калифорнийской раздувающейся акулы (справа)

Эти акулы ведут ночной образ жизни, а днём спят на расщелинах пещерах. Их рацион составляют головоногие, ракообразные и мелкие рыбы. Охотясь, они залегают на дно и ждут, пока добыча приблизится к ним на расстояние в несколько сантиметров, а затем атакуют. Другая охотничья тактика состоит в том, что акулы лежат на дне океана, ожидая, пока рыбёшка сама заплывёт к ним в пасть. Кроме того, они опустошают ловушки для лобстеров. Калифорнийские раздувающиеся акулы общительны по отношению к своим собратьям; часто можно наблюдать, как они спят вповалку друг на друге.

## Размножение и жизненный цикл
Этот вид размножается, откладывая по два яйца, заключённых в капсулы зеленоватого или янтарного цвета, за один раз. По углам капсулы имеются спиралевидные усики, с помощью которых капсула прикрепляется к подводным предметам. Исследования показали, что длина усиков зависит от силы прибоя в месте обитания. Размер капсулы составляет приблизительно 2,5—5,1 см в ширину и 7,6—13 см в длину. Срок развития эмбриона колеблется в зависимости от температуры воды и составляет от 7,5 до 12 месяцев. Вылупившиеся новорожденные акулята сразу же начинают питаться. Самки достигают половой зрелости при длине 70 см, а самцы — 73 см.

## Взаимодействие с человеком
Калифорнийская раздувающаяся акула не представляет опасности для человека. Столкнувшись с ним под водой, она будет сохранять неподвижность, но если её потревожить, она в 2 раза увеличится в размере, надувшись водой. Они хорошо приспосабливаются к неволе, их часто содержат в публичных аквариумах, где они живут несколько лет. Иногда в качестве прилова они попадают в сети, но этих акул чаще всего выпускают обратно в воду, поскольку их мясо имеет неприятный вкус. Попавшись в ловушки для лобстеров, калифорнийские раздувающиеся акулы, скорее всего, погибают. Международный союз охраны природы оценил статус сохранности этого вида, как «Вызывающий наименьшие опасения».